# کسر سرمایه
در بریتانیا و ایرلند، کسر سرمایه (انگلیسی: Capital allowance) یک مشوق مالیاتی است که به کسب و کارها اجازه می‌دهد هزینه خرید دارایی‌های ثابت مانند ماشین‌آلات، تجهیزات، ساختمان‌ها و وسایل نقلیه را در طول زمان مستهلک کنند. این هزینه‌ها به جای اینکه در سال خرید به‌طور کامل کسر شوند، طی چند سال تقسیم می‌شوند و در هر سال بخشی از آن از درآمد مشمول مالیات کسر می‌شود. این کار به کاهش بار مالیاتی کسب و کارها در سال خرید دارایی کمک می‌کند و آنها را تشویق می‌کند تا در دارایی‌های ثابت سرمایه‌گذاری کنند که در نهایت می‌تواند به رشد اقتصادی کمک کند.